# Підрядок
В інформатиці підрядок — непорожня зв'язна частина рядка.

## Формальне визначання
Нехай {\displaystyle L=c_{0}\dots c_{n-1}} — рядок довжини {\displaystyle n}. 
Будь-який рядок {\displaystyle S=c_{i}\dots c_{j}}, в якому {\displaystyle 0\leq i\leq j\leq n-1}, є підрядком {\displaystyle L} довжини {\displaystyle j-i+1}.
Якщо {\displaystyle i=0}, тоді {\displaystyle S} називається префіксом {\displaystyle L} довжини {\displaystyle j+1}. 
Якщо {\displaystyle j=n-1}, тоді {\displaystyle S} — суфікс {\displaystyle L} довжини {\displaystyle j-i+1}.

## Префікс
Префіксом рядка {\displaystyle T=t_{1}\dots t_{n}} називається рядок {\displaystyle {\widehat {T}}=t_{1}\dots t_{m}}, де {\displaystyle m\leq n}. Власний префікс рядка не дорівнює самому рядку ({\displaystyle 0\leq m<n}); деякі джерела на додаток до цього накладають обмеження непорожності ({\displaystyle 0<m<n}). Префікс можна розглядати як особливий випадок підрядка.

## Приклад
З точки зору інформатики рядки «кіпед», «Вікі», «дія» є підрядками рядка «Вікіпедія»; при цьому «Вікі» — префіксом, а «дія» — суфіксом.
```
Вікіпедія
|||||||||
||кіпед||
||||  |||
Вікі  дія
```

## Отримання підрядка
Якщо line — початковий рядок, begin — позиція першого символу підрядка, end — позиція останнього символу підрядка, то підрядок subline вираховується наступним чином:

### У мовіC
```
char
 
*
 
subline
 
=
 
(
char
 
*
)
malloc
(
end
 
-
 
begin
 
+
 
2
);

if
 
(
subline
 
==
 
NULL
)

{

  
fprintf
(
stderr
,
 
"ERROR: malloc failed!"
);

  
exit
(
1
);

}

memcpy
(
subline
,
 
line
 
+
 
begin
,
 
end
 
-
 
begin
 
+
 
1
);

subline
[
end
 
-
 
begin
 
+
 
1
]
 
=
 
'\0'
;

```

### У мовіPython
```
subline
=
line
[
begin
:
end
+
1
]

```

У мові python підрядок є слайсом (зрізом) (англ. slice).

### У мовіPerl
```
$subline
 
=
 
substr
(
$line
,
 
$begin
,
 
$end
-
$begin
);

```

### У мовіPascal
```
SubStr
 
:=
 
Copy
(
SourceStr
,
 
StartCharIndex
,
 
SubStrLength
)
;

```

## Операції з підрядком
Окрім простої задачі виділення підрядка з рядка за двома індексами існує і складніша задача пошуку індексів, що вказують на заданий підрядок.